# Scheuerfeld (Coburg)
Scheuerfeld is een plaats in de Duitse gemeente Coburg, deelstaat Beieren, en telt 2364 inwoners (2007).